# 塞纳河畔勒梅
塞纳河畔勒梅（法語：Le Mée-sur-Seine，法語發音：[lə me syʁ sɛn] ⓘ）是法国法蘭西島大區塞纳-马恩省的一个市镇，毗邻默伦。该市镇位于巴黎市中心东南41.1 km（25.5 mi）。 

## 地理
塞纳河畔勒梅（48°32'15"N, 2°37'55"E）面积5.34 平方千米，位于法国法蘭西島大區塞纳-马恩省，该省份为法国北部内陆省份，北起瓦兹省，西接埃松省、马恩河谷省、塞纳-圣但尼省和瓦兹河谷省，南至卢瓦雷省，东南接约讷省，东临马恩省和奥布省，东北接埃纳省。
与塞纳河畔勒梅接壤的市镇（或旧市镇、城区）包括：达马里莱利斯、韦尔圣但尼、布瓦塞特、布瓦西斯拉贝特朗、默倫。

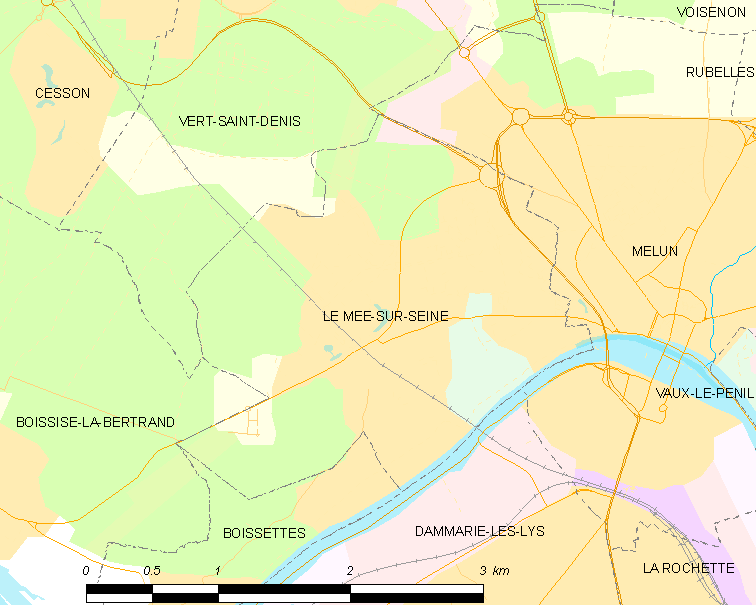
塞纳河畔勒梅的OSM定位图

塞纳河畔勒梅的时区为UTC+01:00、UTC+02:00（夏令时）。

## 行政
塞纳河畔勒梅的邮政编码为77350，INSEE市镇编码为77285。

## 政治
塞纳河畔勒梅所属的省级选区为萨维尼勒唐普勒县。

## 人口

1962-2008年间塞纳河畔勒梅人口变化图示

塞纳河畔勒梅于2022年1月1日时的人口数量为19527人。